# Danh sách người đoạt giải Nobel Sinh lý học hoặc Y học
Giải Nobel Sinh lý học hoặc Y học (Tiếng Thụy Điển: Nobelpriset i fysiologi eller medicin) là một giải thưởng thường niên của Viện Caroline (Karolinska Institutet). Đây là một trong năm giải Nobel do Alfred Nobel thành lập vào năm 1895 trao cho các lĩnh vực Vật lý, Hóa học, Văn học, Hòa bình, cùng Sinh lý học hoặc Y học từ năm 1901. Người nhận giải Nobel Sinh lý học hoặc Y học đầu tiên là nhà khoa học người Đức Emil Adolf von Behring với "khám phá của ông về các chất huyết thanh, đặc biệt là cách sử dụng chúng để chữa bệnh bạch hầu". Mỗi nhà khoa học nhận được một huy chương, bằng chứng nhận và cùng với phần thưởng tài chính, số tiền thưởng hàng năm có thay đổi theo thời gian. Như năm 1901, von Behring nhận được phần thưởng trị giá 150.782 SEK, tính ra tương đương với 7.731.004 SEK với tỷ giá vào thời điểm tháng 12 năm 2008. Kể từ năm 2001, giải thưởng tài chính hàng năm là 10.000.000 SEK. Lễ trao giải thưởng được diễn ra hàng năm ở Stockholm vào ngày 10 tháng 12, đúng vào ngày mất của Nobel.
Dù trong cuộc sống thường ngày, đôi khi giải được gọi là giải Nobel Y học, nhưng đúng như mong muốn của Nobel, ông đã viết cụ thể rằng giải thưởng được trao cho các đóng góp thuộc các lĩnh vực "Sinh lý học hoặc Y học" trong di chúc của mình. Bởi vì điều này, giải thưởng có thể được trao trong một phạm vi khá rộng lớn. Trong các công trình nghiên cứu liên quan đến Sinh lý học hoặc Y học, giải thưởng đã được trao cho 8 công trình nghiên cứu về protein, 13 công trình nghiên cứu về khoa học thần kinh và 13 công trình liên quan đến quá trình trao đổi chất trong cơ thể. Trong năm 2017, giải thưởng được trao cho Jeffrey C. Hall, Michael Rosbash và Michael W. Young cho những khám phá của họ về cơ chế phân tử điều khiển nhịp sinh học ngày đêm. Ba nhà khoa học nhận một giải thưởng trị giá 9.000.000 SEK, tương đương với 1 triệu € hay 1,1 triệu USD.
Tính đến năm 2017, giải thưởng được trao cho 214 cá nhân, trong đó có 12 người là phụ nữ, bao gồm: Gerty Cori (năm 1947), Rosalyn Yalow (năm 1977), Barbara McClintock (năm 1983), Rita Levi-Montalcini (năm 1986), Gertrude B. Elion (năm 1988), Christiane Nüsslein-Volhard (năm 1995), Linda B. Buck (năm 2004), Françoise Barré-Sinoussi (năm 2008), Elizabeth H. Blackburn, Carol W. Greider (năm 2009), May-Britt Moser (2014) và Đồ U U (2015). Giải Nobel Sinh lý học hoặc Y học không được trao vào các năm 1915, 1916, 1917, 1918, 1921, 1925, 1940, 1941, 1942. Tính đến năm 2017, sau 108 lần trao giải, giải thưởng đã 39 lần được trao cho một cá nhân duy nhất, 32 lần được trao cho hai cá nhân và 37 lần được trao cho ba cá nhân. Tuổi trung bình của những nhà khoa học khi đoạt giải là 58 tuổi, trong đó trẻ nhất là Frederick G. Banting, được trao giải năm 1923 khi mới 32 tuổi. Còn lớn tuổi nhất là Peyton Rous, người được vinh danh năm 1966 khi đã ở tuổi 87. Trong những nhà khoa học đoạt giải, có vợ chồng Gerty Cori và Carl Cori cùng đoạt giải năm 1947. Ngoài ra, cũng có thể kể đến trường hợp của Ulf von Euler, người đoạt giải năm 1970, là con trai của Hans von Euler-Chelpin (nhà Nobel Hóa học năm 1929). Trường hợp của Arthur Kornberg, người đoạt giải năm 1959, sau này có con trai là Roger D. Kornberg (đoạt giải Nobel Hóa học năm 2006). Cùng với Nikolaas Tinbergen, người đoạt giải năm 1973, là em trai của Jan Tinbergen (đoạt giải Nobel Kinh tế năm 1969).

## Các danh sách giải Nobel khác
- Danh sách người Châu Á đoạt giải Nobel
- Danh sách người đoạt giải Nobel Vật lý
- Danh sách người đoạt giải Nobel Hóa học
- Danh sách người đoạt giải Nobel Sinh lý học và Y khoa
- Danh sách người đoạt giải Nobel Văn học
- Danh sách người đoạt giải Nobel Hòa bình
- Danh sách người đoạt giải Nobel Kinh tế
- Danh sách người da đen đoạt giải Nobel
- Danh sách người Hồi Giáo đoạt giải Nobel
- Danh sách người Kitô giáo đoạt giải Nobel
- Danh sách người Do Thái đoạt giải Nobel
- Danh sách phụ nữ đoạt giải Nobel

## Danh sách
| Thập niên 1900 |                                                                     | |                   |
| Năm            | Tên                                                                 | Công trình | Chú thích         |
| 1909           | Emil Theodor Kocher                                                 | "được trao giải thưởng vì những công trình nghiên cứu của ông về sinh lý học, bệnh học và giải phẫu học của tuyến giáp." | [ 8 ]             |
| 1908           | Ilya Ilyich Mechnikov Paul Ehrlich                                  | "được trao giải thưởng vì những công trình nghiên cứu của họ về hệ miễn dịch." | [ 9 ]             |
| 1907           | Charles Louis Alphonse Laveran                                      | "được trao giải thưởng vì những công trình nghiên cứu của ông về vai trò của những ký sinh trùng đơn bào trong việc gây bệnh." | [ 10 ]            |
| 1906           | Camillo Golgi Santiago Ramón y Cajal                                | "được trao giải thưởng vì những công trình nghiên cứu của họ về cấu trúc hệ thần kinh" | [ 11 ]            |
| 1905           | Robert Koch                                                         | "được trao giải thưởng vì những khám phá và công trình nghiên cứu của ông về bệnh lao" | [ 12 ]            |
| 1904           | Ivan Pavlov                                                         | "được trao giải thưởng vì những nghiên cứu của ông về sinh lý của hệ tiêu hóa, nhờ đó các kiến thức cốt yếu về vấn đề đã được thay đổi và mở rộng"                                                                                 | [ 13 ]            |
| 1903           | Niels Ryberg Finsen                                                 | "được trao giải thưởng vì những nghiên cứu của ông về phương pháp trị liệu, đặc biệt là bệnh lao da (lupus vulgaris), bằng bức xạ ánh sáng tập trung, từ đã mở ra một hướng mới trong y khoa"                                      | [ 14 ]            |
| 1902           | Sir Ronald Ross                                                     | "được trao giải thưởng vì những nghiên cứu của ông về bệnh sốt rét, ông đã tìm ra cách thức các ký sinh trùng thâm nhập và tấn công vào cơ thể, từ đó đặt nền móng cho việc nghiên cứu và cách thức phòng chống bệnh này"          | [ 15 ]            |
| 1901           | Emil Adolf von Behring                                              | "được trao giải thưởng vì những khám phá của ông về các chất huyết thanh, đặc biệt là cách sử dụng chúng để chữa bệnh bạch hầu" | [ 16 ]            |
| Thập niên 1910 |                                                                     | |                   |
| Năm            | Tên                                                                 | Công trình | Chú thích         |
| 1919           | Jules Bordet                                                        | "được trao giải thưởng vì những công trình nghiên cứu của ông liên quan đến hệ miễn dịch." | [ 17 ]            |
| 1918           | [Không trao giải]                                                   | [Không trao giải] | [Không trao giải] |
| 1917           | [Không trao giải]                                                   | [Không trao giải] | [Không trao giải] |
| 1916           | [Không trao giải]                                                   | [Không trao giải] | [Không trao giải] |
| 1915           | [Không trao giải]                                                   | [Không trao giải] | [Không trao giải] |
| 1914           | Robert Bárány                                                       | "được trao giải thưởng vì những công trình nghiên cứu của ông về sinh lý học và bệnh học của hệ tiền đình." | [ 18 ]            |
| 1913           | Charles Robert Richet                                               | "được trao giải thưởng vì những nghiên cứu của ông về sự phản vệ." | [ 19 ]            |
| 1912           | Alexis Carrel                                                       | "được trao giải thưởng vì những nghiên cứu của ông về cách khâu hệ mạch, và cách cấy ghép mạch máu và các cơ quan" | [ 20 ]            |
| 1911           | Allvar Gullstrand                                                   | "được trao giải thưởng vì những nghiên cứu của ông về khúc xạ học của mắt" | [ 21 ]            |
| 1910           | Albrecht Kossel                                                     | "được trao giải thưởng cống hiến của ông giúp tăng kiến thức của chúng ta về các tính chất hóa học của tế bào, nhờ các công trình liên quan đến các protein và axít nucleic."                                                      | [ 22 ]            |
| Thập niên 1920 |                                                                     | |                   |
| Năm            | Tên                                                                 | Công trình | Chú thích         |
| 1929           | Christiaan Eijkman                                                  | "được trao giải thưởng vì đã phát hiện ra vitamin chống viêm dây thần kinh." | [ 23 ]            |
| 1929           | Sir Frederick Gowland Hopkins                                       | "được trao giải thưởng vì đã phát hiện ra các vitamin kích thích sự tăng trưởng." | [ 23 ]            |
| 1928           | Charles Jules Henri Nicolle                                         | "được trao giải thưởng vì những công trình nghiên cứu của ông về bệnh sốt chấy rận." | [ 24 ]            |
| 1927           | Julius Wagner-Jauregg                                               | "được trao giải thưởng vì đã phát hiện những giá trị của sự nhiễm truyền ký sinh trùng sốt rét trong việc chữa trị chứng liệt." | [ 25 ]            |
| 1926           | Johannes Andreas Grib Fibiger                                       | "được trao giải thưởng vì đã phát hiện ra loài giun tròn Spiroptera carcinoma." | [ 26 ]            |
| 1925           | [Không trao giải]                                                   | [Không trao giải] | [Không trao giải] |
| 1924           | Willem Einthoven                                                    | "được trao giải thưởng vì đã khám phá ra cơ chế hoạt động của điện tâm đồ." | [ 27 ]            |
| 1923           | Frederick Banting John James Richard Macleod                        | "được trao giải thưởng vì đã phát hiện ra insulin." | [ 28 ]            |
| 1922           | Archibald Vivian Hill                                               | "được trao giải thưởng vì những khám phá liên quan đến việc sản sinh ra nhiệt trong mô cơ." | [ 29 ]            |
| 1922           | Otto Fritz Meyerhof                                                 | "được trao giải thưởng vì đã khám phá ra mối liên quan giữa sự tiêu thụ oxygen và sự chuyển hóa của axít lactic trong mô cơ." | [ 29 ]            |
| 1921           | [Không trao giải]                                                   | [Không trao giải] | [Không trao giải] |
| 1920           | August Krogh                                                        | "được trao giải thưởng vì đã khám phá ra cơ chế điều hòa vận động mao mạch." | [ 30 ]            |
| Thập niên 1930 |                                                                     | |                   |
| Năm            | Tên                                                                 | Công trình | Chú thích         |
| 1939           | Gerhard Domagk                                                      | "được trao giải thưởng vì đã khám phá ra những tác dụng kháng khuẩn của prontosil." | [ 31 ]            |
| 1938           | Corneille Heymans                                                   | "được trao giải thưởng vì đã khám phá ra vai trò của xoang và các cơ chế động mạch trong việc điều hòa hô hấp." | [ 32 ]            |
| 1937           | Albert Szent-Györgyi                                                | "được trao giải thưởng vì những khám phá liên quan đến các quá trình đốt cháy sinh học, đặc biệt sự đề cập đến vitamin C và sự xúc tác của axít fumaric."                                                                          | [ 33 ]            |
| 1936           | Sir Henry Hallett Dale Otto Loewi                                   | "được trao giải thưởng vì những phát hiện liên quan đến sự dẫn truyền hóa học của các xung thần kinh." | [ 34 ]            |
| 1935           | Hans Spemann                                                        | "được trao giải thưởng vì khám phá ra tác động của sự tổ chức sự phát triển của phôi." | [ 35 ]            |
| 1934           | George Hoyt Whipple George Richards Minot William Parry Murphy      | "được trao giải thưởng vì những khám phá liên quan đến một số liệu pháp điều trị gan giúp chữa chứng thiếu máu." | [ 36 ]            |
| 1933           | Thomas Hunt Morgan                                                  | "được trao giải thưởng vì những khám phá liên quan đến vai trò của các nhiễm sắc thể trong di truyền." | [ 37 ]            |
| 1932           | Sir Charles Scott Sherrington Edgar Douglas Adrian                  | "được trao giải thưởng vì những khám phá liên quan đến chức năng của các neuron." | [ 38 ]            |
| 1931           | Otto Heinrich Warburg                                               | "được trao giải thưởng vì đã phát hiện ra nguồn gốc cũng như cơ chế tác động của các enzyme hô hấp (cytochrome)." | [ 39 ]            |
| 1930           | Karl Landsteiner                                                    | "được trao giải thưởng vì đã phát hiện ra các nhóm máu ở người." | [ 40 ]            |
| Thập niên 1940 |                                                                     | |                   |
| Năm            | Tên                                                                 | Công trình | Chú thích         |
| 1949           | Walter Rudolf Hess                                                  | "được trao giải thưởng vì những khám phá về tổ chức chức năng của não trung gian là vùng điều phối hoạt động của các cơ quan nội tạng."                                                                                            | [ 41 ]            |
| 1949           | António Egas Moniz                                                  | "được trao giải thưởng vì những khám phá về giá trị của thủ thuật mở thùy não (cắt thuỳ trước trán) trong việc điều trị một số chứng bệnh loạn thần."                                                                              | [ 41 ]            |
| 1948           | Paul Hermann Müller                                                 | "được trao giải thưởng vì đã khám phá ra tính hiệu quả cao của DDT khi dùng làm độc chất tiếp xúc chống một số loài chân đốt." | [ 42 ]            |
| 1947           | Carl Ferdinand Cori Gerty Cori                                      | "được trao giải thưởng vì những khám phá về quá trình biến đổi glycogen dưới tác dụng của chất xúc tác." | [ 43 ]            |
| 1947           | Bernardo Houssay                                                    | "được trao giải thưởng vì đã khám phá ra vai trò của các hormon của thùy yên trước trong sự chuyển hóa của đường." | [ 43 ]            |
| 1946           | Hermann Joseph Muller                                               | "được trao giải thưởng vì đã khám phá ra cách tạo các đột biến bằng phương pháp chiếu xạ." | [ 44 ]            |
| 1945           | Sir Alexander Fleming Ernst Boris Chain Sir Howard Walter Florey    | "được trao giải thưởng vì đã phát hiện ra penicillin và những tác dụng chữa trị của nó đối với nhiều bệnh nhiễm trùng." | [ 45 ]            |
| 1944           | Joseph Erlanger Herbert Spencer Gasser                              | "được trao giải thưởng vì những khám phá của họ về những chức năng biệt hóa cao của các sợi thần kinh đơn." | [ 46 ]            |
| 1943           | Henrik Dam                                                          | "được trao giải thưởng vì đã phát hiện ra vitamin K." | [ 47 ]            |
| 1943           | Edward Adelbert Doisy                                               | "được trao giải thưởng vì đã tìm ra bản chất hóa học của vitamin K." | [ 47 ]            |
| 1942           | [Không trao giải]                                                   | [Không trao giải] | [Không trao giải] |
| 1941           | [Không trao giải]                                                   | [Không trao giải] | [Không trao giải] |
| 1940           | [Không trao giải]                                                   | [Không trao giải] | [Không trao giải] |
| Thập niên 1950 |                                                                     | |                   |
| Năm            | Tên                                                                 | Công trình | Chú thích         |
| 1959           | Severo Ochoa Arthur Kornberg                                        | "được trao giải thưởng vì khám phá ra cơ chế tổng hợp sinh học của axít ribonucleic và axít deoxyribonucleic" | [ 48 ]            |
| 1958           | George Wells Beadle Edward Lawrie Tatum                             | "được trao giải thưởng vì khám phá của họ đã cho thấy gen hoạt động nhờ những hiện tượng hóa học xác định." | [ 49 ]            |
| 1958           | Joshua Lederberg                                                    | "được trao giải thưởng vì những khám phá liên quan đến sự tái tổ hợp di truyền và sự tổ chức các chết liệu di truyền của vi khuẩn."                                                                                                | [ 49 ]            |
| 1957           | Daniel Bovet                                                        | "được trao giải thưởng vì những khám phá của ông về những hợp chất tổng hợp ức chế hoạt động của một số chất trong cơ thể, đặc biệt là tác dụng của chúng trên hệ tim mạch và cơ xương."                                           | [ 50 ]            |
| 1956           | André Frédéric Cournand Werner Forssmann Dickinson W. Richards      | "được trao giải thưởng cho những khám phá của họ liên quan đến sự thông tim và những thay đổi bệnh lý trong hệ tuần hoàn." | [ 51 ]            |
| 1955           | Hugo Theorell                                                       | "được trao giải thưởng cho các khám phá liên quan đến bản chất và cách thức hoạt động của các enzym oxy hóa." | [ 52 ]            |
| 1954           | John Franklin Enders Frederick Chapman Robbins Thomas Huckle Weller | "được trao giải thưởng vì khám phá của họ về khả nǎng nuôi cấy virus bệnh viêm tủy xám trên nhiều loại mô khác nhau." | [ 53 ]            |
| 1953           | Hans Adolf Krebs                                                    | "được trao giải thưởng vì đã khám phá ra chu trình axít citric (chu trình Krebs)." | [ 54 ]            |
| 1953           | Fritz Albert Lipmann                                                | "được trao giải thưởng vì đã khám phá ra co-enzym A và tầm quan trọng của nó trong chuyển hóa trung gian." | [ 54 ]            |
| 1952           | Selman Waksman                                                      | "được trao giải thưởng vì đã tìm ra streptomycin, kháng sinh đầu tiên có tác dụng chống bệnh lao." | [ 55 ]            |
| 1951           | Max Theiler                                                         | "được trao giải thưởng vì những khám phá về bệnh sốt vàng và cách chống lại căn bệnh này." | [ 56 ]            |
| 1950           | Philip Showalter Hench Edward Calvin Kendall Tadeus Reichstein      | "được trao giải thưởng vì những khám phá của họ liên quan đến các hormon của vỏ thượng thận, cấu trúc và tác dụng sinh học của chúng."                                                                                             | [ 57 ]            |
| Thập niên 1960 |                                                                     | |                   |
| Năm            | Tên                                                                 | Công trình | Chú thích         |
| 1969           | Max Delbrück Alfred Hershey Salvador Luria                          | "được trao giải thưởng vì những khám phá liên quan đến cơ chế sao nhân và cấu trúc gen của các virus." | [ 58 ]            |
| 1968           | Robert W. Holley Har Gobind Khorana Marshall Warren Nirenberg       | "được trao giải thưởng vì sự diễn giải của họ về mã di truyền và chức nǎng của nó trong việc tổng hợp protein." | [ 59 ]            |
| 1967           | Ragnar Granit Haldan Keffer Hartline George Wald                    | "được trao giải thưởng vì những khám phá liên quan đến những quá trình hoá học và sinh lý học cơ bản của thị giác trong mắt." | [ 60 ]            |
| 1966           | Francis Peyton Rous                                                 | "được trao giải thưởng vì những khám phá của ông về các virus gây ra các khối u." | [ 61 ]            |
| 1966           | Charles Brenton Huggins                                             | "được trao giải thưởng vì những khám phá liên quan đến sự điều trị ung thư tuyến tiền liệt bằng hormon." | [ 61 ]            |
| 1965           | François Jacob André Lwoff Jacques Monod                            | "được trao giải thưởng vì những khám phá liên quan đến các enzym điều khiển di truyền và sự tổng hợp virus." | [ 62 ]            |
| 1964           | Konrad Bloch Feodor Lynen                                           | "được trao giải thưởng vì những khám phá liên quan đến cơ chế điều hòa và chuyển hoá cholesterol cùng các axít béo." | [ 63 ]            |
| 1963           | Sir John Carew Eccles Alan Lloyd Hodgkin Andrew Huxley              | "được trao giải thưởng vì những khám phá liên quan đến cơ chế các ion tham gia vào sự kích thích và sự ức chế những tiểu phân trung tâm và ngoại vi của màng tế bào thần kinh."                                                    | [ 64 ]            |
| 1962           | Francis Crick James Watson Maurice Wilkins                          | "được trao giải thưởng vì những khám phá của họ liên quan đến cấu trúc phân tử của các axít nucleic và ý nghĩa của chúng đối với sự truyền thông tin trong chất liệu sống."                                                        | [ 65 ]            |
| 1961           | Georg von Békésy                                                    | "được trao giải thưởng vì những khám phá của ông về cơ chế vật lý của sự kích thích trong ốc tai." | [ 66 ]            |
| 1960           | Sir Frank Macfarlane Burnet Peter Medawar                           | "được trao giải thưởng vì khám phá ra sự dung nạp miễn dịch đạt được." | [ 67 ]            |
| Thập niên 1970 |                                                                     | |                   |
| Năm            | Tên                                                                 | Công trình | Chú thích         |
| 1979           | Allan McLeod Cormack Godfrey Hounsfield                             | "được trao giải thưởng vì đã triển khai kỹ thuật X-quang cát lớp có sự hỗ trợ của máy tính." | [ 68 ]            |
| 1978           | Werner Arber Daniel Nathans Hamilton O. Smith                       | "được trao giải thưởng vì đã phát hiện ra các enzym giới hạn và các cách áp dụng chúng để giải quyết các vấn đề trong di truyền học phân tử."                                                                                      | [ 69 ]            |
| 1977           | Roger Guillemin Andrew Schally                                      | "được trao giải thưởng vì những khám phá liên quan đến sự sản xuất các hormone peptide ở não." | [ 70 ]            |
| 1977           | Rosalyn Sussman Yalow                                               | "được trao giải thưởng vì đã triển khai thành công phương pháp miễn dịch dùng đánh dấu phóng xạ (Radioimmunoassay-RIA) đối với các hormone peptide."                                                                               | [ 70 ]            |
| 1976           | Baruch Samuel Blumberg Daniel Carleton Gajdusek                     | "được trao giải thưởng vì những khám phá liên quan đến những cơ chế mới về nguồn gốc và sự lây lan của các bệnh nhiễm trùng." | [ 71 ]            |
| 1975           | David Baltimore Renato Dulbecco Howard Martin Temin                 | "được trao giải thưởng vì những khám phá liên quan đến sự tương tác giữa các virus khối u (tumor virus) và vật liệu di truyền của tế bào."                                                                                         | [ 72 ]            |
| 1974           | Albert Claude Christian de Duve George Emil Palade                  | "được trao giải thưởng vì những khám phá liên quan đến tổ chức cấu trúc và chức nǎng của tế bào." | [ 73 ]            |
| 1973           | Karl von Frisch Konrad Lorenz Nikolaas Tinbergen                    | "được trao giải thưởng vì những khám phá liên quan đến tổ chức và suy luận các mô hình hành vi cá nhân và xã hội." | [ 74 ]            |
| 1972           | Gerald Edelman Rodney Robert Porter                                 | "được trao giải thưởng vì những khám phá liên quan đến cấu trúc hóa học của các kháng thể." | [ 75 ]            |
| 1971           | Earl Wilbur Sutherland, Jr.                                         | "được trao giải thưởng vì những khám phá liên quan đến cơ chế hoạt động của các hormon." | [ 76 ]            |
| 1970           | Sir Bernard Katz Ulf von Euler Julius Axelrod                       | "được trao giải thưởng vì những khám phá liên quan đến các chất dẫn truyền dịch thể ở đầu mút dây thần kinh cùng các cơ chế lưu trữ, giải phóng và bất hoạt chúng."                                                                | [ 77 ]            |
| Thập niên 1980 |                                                                     | |                   |
| Năm            | Tên                                                                 | Công trình | Chú thích         |
| 1989           | J. Michael Bishop Harold E. Varmus                                  | "được trao giải thưởng vì tìm ra nguồn gốc tế bào của các Gen sinh ung retroviral." | [ 78 ]            |
| 1988           | Sir James W. Black Gertrude B. Elion George H. Hitchings            | "được trao giải thưởng vì đã khám phá ra các nguyên tắc quan trọng trong việc dùng thuốc điều trị bệnh." | [ 79 ]            |
| 1987           | Tonegawa Susumu                                                     | "được trao giải thưởng vì đã khám phá ra các nguyên tắc về di truyền học giúp cơ thể có sự đa dạng hóa trong sự sản sinh ra các kháng thể."                                                                                        | [ 80 ]            |
| 1986           | Stanley Cohen Rita Levi-Montalcini                                  | "được trao giải thưởng vì đã tìm ra các nhân tố trăng trưởng." | [ 81 ]            |
| 1985           | Michael Stuart Brown Joseph L. Goldstein                            | "được trao giải thưởng vì những khám phá liên quan đến sự điều hòa quá trình chuyển hóa cholesterol." | [ 82 ]            |
| 1984           | Niels Kaj Jerne Georges J. F. Köhler César Milstein                 | "được trao giải thưởng vì đã tìm ra những lý thuyết liên quan đến sự chuyên biệt hóa trong sự phát triển và sự kiểm soát hệ miễn dịch, đồng thời cũng khám phá ra cách thức sản xuất các kháng thể đơn dòng (monclonal antibody)." | [ 83 ]            |
| 1983           | Barbara McClintock                                                  | "được trao giải thưởng vì đã phát hiện ra các yếu tố có khả năng di động (transposon)." | [ 84 ]            |
| 1982           | Sune Bergström Bengt I. Samuelsson Sir John Robert Vane             | "được trao giải thưởng vì những khám phá liên quan đến Prostaglandin và các chất sinh học hoạt động có liên quan." | [ 85 ]            |
| 1981           | Roger W. Sperry                                                     | "được trao giải thưởng vì những khám phá liên quan đến sự chuyên biệt hóa chức năng của các bán cầu não." | [ 86 ]            |
| 1981           | David H. Hubel Torsten Wiesel                                       | "được trao giải thưởng vì những khám phá liên quan đến sự phân tích thông tin tại hệ thống thị giác." | [ 86 ]            |
| 1980           | Baruj Benacerraf Jean Dausset George Davis Snell                    | "được trao giải thưởng cho những khám phá về các cấu trúc xác định di truyền trên bề mặt tế bào có tác dụng điều chỉnh các phản ứng miễn dịch."                                                                                    | [ 87 ]            |
| Thập niên 1990 |                                                                     | |                   |
| Năm            | Tên                                                                 | Công trình | Chú thích         |
| 1999           | Günter Blobel                                                       | "được trao giải thưởng vì phát hiện ra protein mang những tín hiệu thiết yếu điều khiển sự chuyển vận và định vị của chúng trong tế bào."                                                                                          | [ 88 ]            |
| 1998           | Robert F. Furchgott Louis Ignarro Ferid Murad                       | "được trao giải thưởng vì phát hiện ra oxít nitric như một phân tử tín hiệu trong hệ tim mạch." | [ 89 ]            |
| 1997           | Stanley B. Prusiner                                                 | "được trao giải thưởng vì đã phát hiện những hạt protein có tính chất lây truyền, gọi là prion, một tác nhân gây truyền nhiễm mới trong sinh học."                                                                                 | [ 90 ]            |
| 1996           | Peter C. Doherty Rolf M. Zinkernagel                                | "được trao giải thưởng vì đã khám phá ra sự chuyên biệt hóa trong hệ miễn dịch của tế bào (cách thức hệ miễn dịch nhận dạng các tế bào nhiễm bệnh)."                                                                               | [ 91 ]            |
| 1995           | Edward B. Lewis Christiane Nüsslein-Volhard Eric F. Wieschaus       | "được trao giải thưởng vì những khám phá của họ liên quan đến cách thức gen kiểm soát sự phát triển của bào thai trong giai đoạn đầu."                                                                                             | [ 92 ]            |
| 1994           | Alfred G. Gilman Martin Rodbell                                     | "được trao giải thưởng vì đã phát hiện ra Protein G và vai trò của chúng trong sự truyền tín hiệu ở tế bào." | [ 93 ]            |
| 1993           | Richard J. Roberts Phillip A. Sharp                                 | "được trao giải thưởng vì những khám phá của họ về các gen tách "split genes". | [ 94 ]            |
| 1992           | Edmond H. Fischer Edwin G. Krebs                                    | "được trao giải thưởng vì những khám phá của họ về quá trình "phospho hoá protein nghịch đảo" như một cơ chế điều hòa sinh học."                                                                                                   | [ 95 ]            |
| 1991           | Erwin Neher Bert Sakmann                                            | "được trao giải thưởng vì những khám phá của họ về chức năng các kênh ion đơn lẻ trong tế bào." Walloc được nhận giải nhờ khám phá ra sự cần thiết của thực phẩm bổ sung dinh dưỡng (thực phẩm chức năng).                         | [ 96 ]            |
| 1990           | Joseph E. Murray E. Donnall Thomas                                  | "được trao giải thưởng vì những khám phá của họ về cách ghép cơ quan và tế bào trong sự điều trị bệnh ở người." | [ 97 ]            |
| Thập niên 2000 |                                                                     | |                   |
| Năm            | Tên                                                                 | Công trình | Chú thích         |
| 2009           | Elizabeth H. Blackburn Carol W. Greider Jack W. Szostak             | "được trao giải thưởng vì khám phá ra đoạn telomere của nhiễm sắc thể và cơ chế bảo vệ nhiễm sắc thể của enzym telomerase" | [ 98 ]            |
| 2008           | Harald zur Hausen                                                   | "được trao giải thưởng vì khám phá ra Virus papilloma ở người (HPV), tác nhân gây ra bệnh ung thư cổ tử cung" | [ 99 ]            |
| 2008           | Françoise Barré-Sinoussi Luc Montagnier                             | "được trao giải thưởng vì khám phá ra virus HIV" | [ 99 ]            |
| 2007           | Mario R. Capecchi Sir Martin Evans Oliver Smithies                  | "được trao giải thưởng vì đã khám phá ra kỹ thuật định hướng gene (gene targeting) gây biến đổi gene ở chuột bằng cách sử dụng các tế bào nguồn tạo phôi (ES cells)"                                                               | [ 100 ]           |
| 2006           | Andrew Fire Craig Mello                                             | "được trao giải thưởng vì đã khám phá ra kỹ thuật can thiệp RNA (RNA Interference) để khoá hoạt động của gene ở mức độ RNA thông tin"                                                                                              | [ 101 ]           |
| 2005           | Barry Marshall J. Robin Warren                                      | "được trao giải thưởng vì khám phá ra vi khuẩn Helicobacter pylori và vai trò của chúng trong bệnh viêm dạ dày và loét dạ dày." | [ 102 ]           |
| 2004           | Richard Axel Linda B. Buck                                          | "được trao giải thưởng vì các công trình nghiên cứu của hộ về các thụ thể mùi và tổ chức của hệ thống khứu giác." | [ 103 ]           |
| 2003           | Paul Lauterbur Sir Peter Mansfield                                  | "được trao giải thưởng vì những khám phá của họ về kỹ thuật hình ảnh cộng hưởng từ (MRI)" | [ 104 ]           |
| 2002           | Sydney Brenner H. Robert Horvitz John E. Sulston                    | "được trao giải thưởng vì những khám phá của họ về sự điều hòa di truyền trong sự phát triển tạng và sự chết của tế bào theo lập trình."                                                                                           | [ 105 ]           |
| 2001           | Leland H. Hartwell Tim Hunt Sir Paul Nurse                          | "được trao giải thưởng vì đã tìm ra các phân tử có vai trò then chốt kiểm soát chu kỳ tế bào." | [ 106 ]           |
| 2000           | Arvid Carlsson Paul Greengard Eric Kandel                           | "được trao giải thưởng vì những nghiên cứu ủa họ về cơ chế truyền thông tin trong hệ thần kinh" | [ 107 ]           |
| Thập niên 2010 |                                                                     | |                   |
| Năm            | Tên                                                                 | Công trình | Chú thích         |
| 2010           | Robert Edwards                                                      | "được trao giải thưởng vì khai phá phương pháp thụ tinh trong ống nghiệm (IVF)" | [ 108 ]           |
| 2011           | Ralph M. Steinman                                                   | "được trao giải thưởng cho công trình về tế bào gai và vai trò của nó trong miễn dịch thích ứng" | [ 109 ]           |
| 2011           | Bruce A. Beutler Jules A. Hoffmann                                  | "được trao giải thường vì những nghiên cứu về sự hoạt hóa miễn dịch bẩm sinh" | [ 109 ]           |
| 2012           | John B. Gurdon Shinya Yamanaka                                      | "được trao giải thưởng vì khám phá ra rằng các tế bào trưởng thành có thể được tái lập trình để trở thành tế bào gốc vạn năng" | [ 110 ]           |
| 2013           | James E. Rothman Randy Schekman Thomas C. Südhof                    | "được trao giải thưởng vì khám phá về sự vận chuyển bằng túi tiết trong tế bào" | [ 111 ]           |
| 2014           | John O'Keefe May-Britt Moser Edvard Moser                           | "được trao giải thưởng nhờ các khám phá về các tế bào tạo thành hệ thống định vị trong não." | [ 112 ]           |
| 2015           | William C. Campbell Satoshi Ōmura Đồ U U                            | "được trao giải thưởng vì nghiên cứu về liệu pháp chữa trị những căn bệnh nguy hiểm do ký sinh trùng gây ra." | [ 113 ]           |
| 2016           | Yoshinori Ohsumi                                                    | "được trao giải thưởng vì khám phá về hiện tượng tự thực ở tế bào. | [ 114 ]           |
| 2017           | Jeffrey C. Hall Michael Rosbash Michael W. Young                    | "được trao giải thưởng vì khám phá về cơ chế phân tử trong điều khiển Nhịp điệu sinh học hàng ngày" (circadian rhythm) | [ 115 ]           |
| 2018           | James P. Allison Tasuku Honjo                                       | "vì khám phá của họ về liệu pháp điều trị ung thư bằng ức chế điều hòa hệ miễn dịch âm tính" | [ 116 ]           |
| 2019           | Peter J. Ratcliffe William Kaelin Jr. Gregg L. Semenza              | "vì nghiên cứu cơ chế cảm nhận oxy của tế bào" | [ 117 ]           |
| Thập niên 2020 |                                                                     | |                   |
| Năm            | Tên                                                                 | Công trình | Chú thích         |
| 2020           | Harvey J. Alter Michael Houghton Charles M. Rice                    | "vì có công trình nghiên cứu về virus Viêm gan C" | [ 118 ]           |
| 2021           | David Julius Ardem Patapoutian                                      | "vì khám phá của họ về cơ chế thụ cảm nhiệt độ và xúc giác" | [ 119 ]           |
| 2022           | Svante Pääbo                                                        | "vì những khám phá về bộ gen của các loài Hominini đã tuyệt chủng và sự tiến hóa của con người" | [ 120 ]           |
| 2023           | Katalin Karikó Drew Weissman                                        | "vì những đóng góp trong phát triển công nghệ vắc xin mRNA chống lại COVID-19" | [ 121 ]           |